# Jim Steranko
Jim Steranko   (Reading, 5 de novembre de 1938) James F. Steranko és un artista gràfic, autor de còmic, historiador de còmics, mag, editor i il·lustrador de produccions de cinema.
La seva obra de còmic més famosa va ser amb la sèrie de superespionatge de la dècada de 1960 "Nick Fury, agent de SHIELD" a Strange Tales de Marvel Comics i a la sèrie homònima posterior. Steranko va obtenir una gran repercussió per les seves innovacions en l'art seqüencial durant l'Edat de Plata dels còmics, en particular la seva infusió de surrealisme, art pop i disseny gràfic al mitjà. Va crear portades de llibres, es va convertir en un historiador de còmics que va publicar una història pionera en dos volums sobre el naixement i els primers anys dels còmics, i va crear art conceptual i dissenys de personatges per a pel·lícules com ara A la recerca de l'arca perduda i Dràcula de Bram Stoker.
Va ser incorporat al Saló de la Fama del Còmic Will Eisner de la indústria del còmic el 2006.

## Biografia
Steranko va néixer a Reading, Pennsilvània. Segons la biografia autoritzada de Steranko, els seus avis van emigrar d'Ucraïna per establir-se a la regió minera de carbó antracita de l'est de Pennsilvània. El pare de Steranko, un de nou germans, va començar a treballar a les mines als 10 anys i, de gran, es va convertir en llauner. Steranko va dir més tard que el seu pare i els seus oncles "arrencarien carbó, pujarien a una muntanya i obrien un pou". Un de tres nens, tots nois, Steranko va passar la part de la infància durant la Gran Depressió Americana vivint en una casa de tres habitacions amb un sostre de paper quitrà i banys exteriors. Dormia en un sofà de la sala d’estar nominal fins als més de deu anys. El pare i els cinc oncles de Steranko van mostrar inclinació musical, actuant en una banda que va tocar a la ràdio Reading als anys 30, segons Steranko.
Steranko va recordar que va començar l'escola als 4 anys. Més tard, "Com que el meu pare tenia tuberculosi (i vaig donar positiu), vaig començar el tercer de primària en el que es deia escola "de finestra oberta", una instal·lació de tota la ciutat que tenia un programa saludable per a nens amb problemes especials. Vaig estar quatre anys amb l’autobús a l'escola i després vaig passar a la secundària estàndard". Allà, sent més petit i més jove que els seus companys de classe, es va trobar com un objectiu per a assetjadors i joves membres de colles fins que va estudiar boxa i defensa personal a la YMCA local i va començar a lluitar amb èxit. El seu germà petit va néixer quan Steranko tenia 14 anys, "trencant fins i tot la mínima interacció que hi havia entre els meus pares i jo".
Steranko havia començat a dibuixar de molt jove, obrint i aplanant sobres del correu per utilitzar-los com a paper d'esbós. Tot i la denigració del talent artístic de Steranko per part del seu pare i l’ambició del noi de convertir-se en arquitecte, Steranko va pagar els seus subministraments artístics recollint ampolles de refrescs rebutjades per al dipòsit d’ampolles i empaquetant diaris antics per vendre als comerciants de paper de ferralla. Va estudiar els còmics dominical de Milton Caniff, Alex Raymond, Hal Foster i Chester Gould, així com els personatges de Walt Disney i Superman, proporcionats a les "caixes de còmics" que li portava un oncle. També el van influir programes de ràdio, matinées i sèries de pel·lícules de dissabte i altres cultures populars.
Steranko el 1978 va descriure algunes influències i el seu impacte en la seva filosofia creativa:
| « | (anglès) Early influences were Chester Gould's [comic strip] Dick Tracy (not particularly in my drawing style but in subject matter and an approach to drama), Hal Foster, and Frank Robbins' [comic strip] Johnny Hazard. I still think Robbins is one of the greatest storytellers of all time. Fans seem to have a lot less [of an] opinion of Robbins for some reason, just because they're more enamored of lines. Fans seem to think that the more lines that go into a drawing the better it is. Actually, the opposite is generally true. The fewer lines you can put into a drawing the quicker it reads, and the simpler it is. [Alex] Toth is one of the few guys who can simplify an illustration to a minimum of lines with a maximum of impact. | (català) Les primeres influències van ser la historieta de Chester Gould Dick Tracy (no particularment en el meu estil de dibuix, sinó en temes i aproximació al drama), [la tira còmica] de Hal Foster i Frank Robbins Johnny Hazard. Encara crec que Robbins és un dels grans narradors de tots els temps. Sembla que els fans tenen molt pitjor opinió sobre Robbins per alguna raó, només perquè estan més enamorats de les línies. Els fans semblen pensar que com més línies entren en un dibuix millor serà. En realitat, el contrari és generalment cert. Com menys línies pugueu posar en un dibuix, més ràpid es llegeix i més senzill. [Alex] Toth és un dels pocs tipus que pot simplificar una il·lustració a un mínim de línies amb un màxim d’impacte. | » |

## Carrera

### Il·lusionista i músic
Segons el seu relat, Steranko va aprendre la màgia escènica fent servir parafernàlia d'il·lusionisme del seu pare i, durant la seva adolescència, va passar diversos estius treballant amb circs i carnestoltes, acompanyat artistes com el menjador de foc i en actes relacionats amb el llit d'agulles i la prestidigitació. A l'escola, va competir a l'equip de gimnàstica, a les anelles i a les barres paral·leles i més tard es va dedicar a la ’boxa i a l'esgrima sota el mestre d’espases Dan Phillips, a la ciutat de Nova York. Als 17 anys, Steranko i un altre adolescent van ser arrestats per una sèrie de furts i robatoris de cotxes a Pennsilvània.
Fins als vint anys, Steranko va actuar com a il·lusionista, artista d’escapisme, mag de primer pla en clubs nocturns i músic, després d’haver tocat en el cos de bateries i cornetes de l’adolescència abans de formar les seves pròpies bandes durant els primers dies del rock and roll. Steranko, la primera banda de la qual, el 1956, es deia The Lancers, no va actuar amb el seu propi nom, afirmant que feia servir pseudònims per protegir-se dels enemics. També afirma haver posat a l'escenari les primeres noies go-go. El grup de rock and roll principal Bill Haley and his Comets es van establir a la propera Filadèlfia i Steranko, que tocava una guitarra Jazzmaster, sovint actuava als mateixos llocs locals, de vegades amb la mateixa factura, i es va fer amic del guitarrista de Haley Frank Beecher, una influència musical. A finals dels anys seixanta, Steranko era membre d'un grup de mags de Nova York, el Witchdoctor's Club.
L'historiador del còmic Mark Evanier assenyala que l'influent creador de còmics Jack Kirby, que "basava alguns dels seus personatges ... en persones de la seva vida o en les notícies", es va "inspirar" per crear el personatge de l'artista d'escapament Mister Miracle "en una carrera anterior de l'escriptor-artista Jim Steranko".

### Carrera d’art primerenca
Durant el dia, Steranko es guanyava la vida com a artista per a una impremta de la seva ciutat natal de Reading, dissenyant i dibuixant fulletons i full de mà per a clubs de ball locals i similars. Va passar després de cinc anys per unir-se a una agència de publicitat, on va dissenyar anuncis i va dibuixar productes que anaven des de "vagons per a nadons fins a llaunes de cervesa". Interessat per escriure i dibuixar per a còmics, va visitar DC Comics com a fan i va rebre una visita a les oficines per l'editor Julius Schwartz, que va lliurar a Steranko una còpia d'un guió amb l'aventurer de ciència-ficció Adam Strange. Steranko va recordar el 2003: "Va ser el primer guió complet que vaig veure mai, amb descripcions de panells i diàlegs. En vaig aprendre molt i, finalment, vaig crear alguns còmics propis".
Inicialment va entrar a la indústria del còmic el 1957, no gaire temps després de l'escola secundària, treballant durant poc temps entintant llapis de Vince Colletta i Matt Baker a l'estudi de Colletta a la ciutat de Nova York abans de tornar a Reading. El 1966, va aconseguir tasques a Harvey Comics amb l'editor Joe Simon, que, com va escriure un escriptor, "intentava crear una línia de súper herois dins d'una empresa editora especialitzada en animals antropomorfs". Aquí Steranko va crear i escriure els personatges Spyman, Magicmaster i Gladiator per a la curta línia de superherois de la companyia, Harvey Thriller. El seu primer art publicat en còmics va aparèixer a Spyman # 1 (setembre de 1966), per al qual va escriure la història de 20 pàgines "The Birth of a Hero" (El naixement d'un heroi) i va dibuixar a llapis la primera pàgina, que incloïa un diagrama d'una mà robòtica que es va reimprimir com una inserció a la portada de l'artista George Tuska.
Steranko també es va apropar a Marvel Comics el 1966. Es va reunir amb l'editor Stan Lee, que va fer que Steranko tingués una mostra d'art típic de Jack Kirby de dues pàgines per al serial del superespia "Nick Fury Agent of SHIELD". Steranko el va autoeditar el 1970 a l'edició limitada "Steranko Portfolio One"; que va aparèixer de nou 30 anys després, en forma lleugerament alterada en la col·lecció de l'any 2000 en forma de llibre en rústica Nick Fury, Agent of S.H.I.E.L.D. Això va portar a Lee a donar-li el serial de Nick Fury a la revista Strange Tales. El futur redactor en cap de Marvel, Roy Thomas, aleshores escriptor del personal, va recordar:
| « | (anglès) [H]e came up to the office ... and I was sent out by Sol to look at his work and basically brush him off. Stan was busy and didn't want to be bothered that day. But when I saw Jim's work, ... on an impulse I took it in to Sol and said, 'I think Stan should see this'. Sol agreed, and took it in to Stan. Stan brought Steranko into his office, and Jim left with the 'S.H.I.E.L.D.' assignment. ... I think Jim's legacy to Marvel was demonstrating that there were ways in which the Kirby style could be mutated, and many artists went off increasingly in their own directions after that. | (català) [Ell] va arribar a l'oficina ... i Sol em va enviar a veure el seu treball i, bàsicament, fer-lo fora. Stan estava ocupat i no volia molestar-se aquell dia. Però quan vaig veure l'obra de Jim, ... per impuls, la vaig portar a Sol i vaig dir: "Crec que Stan hauria de veure això". Sol va estar d'acord i se'l va endur a Stan. Stan va portar Steranko al seu despatx i Jim se'n va anar amb l'assignació de "S.H.I.E.L.D." ... Crec que el llegat de Jim a Marvel va ser demostrar que hi havia maneres en què l'estil Kirby podia ser mutat, i molts artistes van anar cada cop més en les seves pròpies direccions. | » |

### Steranko a l'Edat de Plata
Lee i Kirby havien iniciat el serial de 12 pàgines "Nick Fury, agent of S.H.I.E.L.D." a Strange Tales nº 135 (data de portada agost de 1965), amb Kirby subministrant aparells i maquinari tan inventius i duradors com l'Helicarrier (un portaavions aeri). com LMD (Life Model Decoys) i fins i tot coxins de seguretat d'automòbils. L'organització terrorista Hydra també es va presentar aquí.
Steranko va començar el seu pas pel serial dibuixant i entintant "acabats" sobre els esbossos de Kirby a Strange Tales nº 151 (desembre de 1966), tal com feien molts altres artistes nous de Marvel en aquell moment. Dos números més tard, Steranko es va fer càrrec del llapis complet i també va començar a dibuixar la portada de tots els altres números de "Nick Fury". Després, en una raresa per als còmics de l'època, va assumir l'escriptura de la sèrie amb el núm. 155 (abril de 1967), seguint Roy Thomas, que havia succeït Lee. En una altra ruptura amb el costum, ell mateix, en lloc d'un artista del personal de Marvel, es va convertir en el colorista sense acreditar de la sèrie a partir d'aquell número.
"Nick Fury, agent de SHIELD" aviat es va convertir en un dels zenits creatius de l'Edat de Plata i en un dels còmics més innovadors i aclamats. Va escriure Les Daniels, al seu Comix: A History of Comic Books in America, "Fins i tot els lectors més avorrits podien sentir que passava alguna cosa nova. ... Amb cada número que passava, els esforços de Steranko eren cada vegada més innovadors. Es dedicarien pàgines senceres a fotomuntatges de dibuixos [que] ignoraven els límits de les vinyetes i, en canvi, treballaven junts en plans de profunditat. Les primeres pàgines ... es van convertir en increïbles xifres de producció similars al disseny del cartell de concerts de rock de l'època". L'escriptor-artista Larry Hama, en una introducció a la col·lecció de Nick Fury, va dir que Steranko "combinava el dinamisme figuratiu de Jack Kirby amb conceptes de disseny moderns", i va tornar a vestir Fury de vestits i corbates a "un body ajustat amb nombroses cremalleres i butxaques, com un vestit espacial de Wally Wood renovat per Pierre Cardin. Les dones anaven vestides de cuir negre ajustat com Emma Peel al programa de televisió Avengers. Les influències gràfiques de Peter Max, Op Art i Andy Warhol es van incorporar al disseny de les pàgines, i les pàgines es van dissenyar en el seu conjunt, no només com una sèrie de vinyetes. Tot plegat, executat amb un estil nítid i de vores durs, bullint de dramatisme i tensió anatòmica".
Steranko va introduir o va popularitzar en els còmics moviments artístics del moment com la psicodèlia i l'art optic, basant-se específicament en l '"estètica de [Salvador] Dalí", inspirant-se en Richard M. Powers, sintetitzant finalment un estil que va anomenar "Zap Art". Alejandro Martínez Viturtia assenyala que Steranko va recórrer a les novel·les de James Bond i afirma que la influència va anar en ambdues direccions: "Tot i que Steranko va estar influït principalment per les pel·lícules d'espies, després que Nick Fury entrés a l'escena dels còmics, els directors d'aquestes mateixes pel·lícules van començar a demanar prestats en gran manera al mateix Steranko!" Va absorbir, adaptar i basar-se en el treball innovador de Jack Kirby, tant en l'ús del fotomuntatge (especialment per a paisatges urbans), com en l'ús de fulls de pàgina completes i dobles. De fet, a Strange Tales nº 167 (gener de 1968), Steranko va crear la primera extensió de quatre pàgines dels còmics, sobre el panorama que ell o l'editor Lee van assenyalar bombàsticament: "Per obtenir el màxim efecte, per descomptat, es necessita un segon número [còpia del mateix número] col·locada de costat a costat, però creiem que trobaran que val la pena el preu de tenir l'escena d'acció més salvatge de sempre en la història del còmic!"
L'escriptor Steven Ringgenberg va valorar que
| « | (anglès) Steranko's Marvel work became a benchmark of '60s pop culture, combining the traditional comic book art styles of Wally Wood and Jack Kirby with the surrealism of Richard Powers and Salvador Dalí. Steeped in cinematic techniques picked up from that medium's masters, Jim synthesized ... an approach different from anything being done in mainstream comics, though it did include one standard attraction: lots of females in skintight, sexy costumes. Countess Valentina (Val) Allegro De Fontaine [sic; "Valentina Allegra di Fontaine"] made her debut in Strange Tales #159 (Aug. 1967) by flooring Nick Fury during a training session, proving that she could take care of herself! She looked like a character who had just stepped out of a James Bond poster. | (català) L'obra de Steranko per a Marvel es va convertir en un referent de la cultura pop dels anys 60, combinant els estils tradicionals de còmics de Wally Wood i Jack Kirby amb el surrealisme de Richard Powers i Salvador Dalí. Impregnat de tècniques cinematogràfiques recollides pels mestres d’aquest mitjà, Jim va sintetitzar ... un enfocament diferent de tot el que es feia en els còmics convencionals, tot i que incloïa una atracció estàndard: moltes dones amb vestits estrets i atractius. Comtessa Valentina (Val) Allegro De Fontaine [sic; "Valentina Allegra di Fontaine"] va debutar a Strange Tales nº 159 (agost de 1967) amb Nick Fury durant una sessió d'entrenament, demostrant que podia cuidar-se d'ella mateixa! Semblava un personatge que acabava de sortir d’un pòster de James Bond. | » |

Ella i altres versió de noies Bond van empenyer el que estava permès en virtut del Comics Code en aquell moment. Un exemple és una seqüència de seducció silenciosa d’una pàgina amb la comtessa a Nick Fury, Agent of S.H.I.E.L.D. nº 2, descrit per Robin Green a Rolling Stone:
| « | (anglès) So one panel had the stereo in Fury's apartment to show there was music playing, cigarettes in the ash tray in one, there was a sequence of intercut shots where she moved closer to him, much more intimately, there was a kiss, there was a rose, and then there was one panel with the telephone off the hook, which the comic book code [sic; "Comics Code"] made him put back on. ... [T]he last panel on that page had Nick and his old lady kneeling, with their arms around each other, and that was entirely too much for the Code, so the panel was replaced with a picture of a gun in its holster. | (català) Així una vinyeta tenia l’aparell de música a l’apartament de Fury per mostrar que sonava música, cigarretes al cendrer, hi havia una seqüència de trets intercalats on es va acostar a ell, molt més íntimament, hi havia un petó, es va aixecar, i després hi va haver una vinyeta amb el telèfon desconnectat, que tenia el codi del còmic [sic; "Comics Code"] el va tornar. ... [L'última vinyeta d'aquesta pàgina tenia Nick i la seva vella senyora agenollats, amb els braços al voltant, i això era del tot excessiu per al Code, de manera que es va substituir la vinyeta per una imatge d'una pistola a la seva funda. | » |

Les aventures de Fury van continuar en la seva pròpia sèrie, per a la qual Steranko va contribuir amb quatre històries de 20 pàgines: "Who is Scorpio?" (número 1); "So Shall Ye Reap... Death" (núm. 2), inspirat en La tempesta de Shakespeare ;" Dark Moon Rise, Hell Hound Kill" (núm. 3), un homenatge a El gos dels Baskerville, ple d'un manqué de Peter Cushing; i la seqüela d'espionatge" What Ever Happened to Scorpio? "(núm. 5). Tot i així, després que les pressions del termini forçessin una història d'origen completa d'un altre equip al número 4, Steranko va produir només un grapat de portades addicionals i després va deixar la sèrie. Dècades després, però, les seves imatges es troben entre les més conegudes de còmics i han abundat els homenatges al seu art, des de les actualitzacions de portades clàssiques amb diferents herois en lloc de Fury, fins a recreacions de pàgines i dissenys famosos.
Steranko també va tenir etapes curtes a X-Men (núm. 50-51, nov. –des. 1968), per al qual va dissenyar un nou logotip de portada, i Captain America (núm. 110-111, 113, febr. –març, maig de 1969). Steranko va presentar el personatge de Madame Hydra en la seva breu etapa a Captain America. Sense cap nou treball immediatament publicat, una pàgina dedicada als fans de Marvel Bullpen Bulletins a la primavera de 1969 va anunciar que, "per si us heu estat preguntant què va passar amb Jaunty Jim Steranko, ... [ell] està treballant en una nova presentació, que properament es destacarà a Marvel Super-Heroes. I parlem d’un secret, ni tan sols ens ha dit a nosaltres de què es tracta." El projecte esmentat mai no va aparèixer.
Steranko va continuar escrivint i dibuixant una història de terror que va precipitar la ruptura amb Marvel. Tot i que aquell conte de set pàgines, "At the Stroke of Midnight", publicat a Tower of Shadows nº 1 (setembre de 1969), guanyaria un Alley Award de 1969, l'editor Lee, que ja havia rebutjat la portada de Steranko per a aquell número, va xocar amb Steranko sobre el disseny de les vinyetes, el diàleg i el títol de la història, inicialment "The Lurking Fear at Shadow House" (La por a la casa de les ombres). Segons Steranko el 2006 i en altres llocs, a Lee no li agradava o no entenia l'homenatge a l'autor de terror HP Lovecraft, i va idear el seu propi títol per a la història. Després de molts conflictes, Steranko va abandonar o va ser acomiadat. Lee el va trucar per telèfon aproximadament un mes després.
En una entrevista contemporània, realitzada el 14 de novembre de 1969, Steranko va reflexionar sobre el desacord:
| « | (anglès) The reason I had a little altercation with them is because they edited some of my work. They changed certain things that I didn't feel should be changed. And I insisted that we couldn't continue on that basis. ... For example, my horror story "At the Stroke of Midnight" had a line of dialogue added. The meek husband said, "I'm nervous because it's closer to midnight" or something like that; simply a gratuitous line. It wasn't my title and it didn't have that line in it. Stan originally wanted that story to be called "Let Them Eat Cake," which I didn't approve of. We had disagreements about the way I told stories. ... If you're a publisher and you want my work, you get it my way or you don't get it at all. ... Anyway, I have an agreement now, a working agreement with them, and everything's cool. | (català) El motiu pel qual vaig tenir un petit altercat amb ells és perquè van editar alguns dels meus treballs. Van canviar certes coses que jo no pensava que s'haguessin de canviar. I vaig insistir que no podríem continuar sobre aquesta base. ... Per exemple, la meva història de terror "At the Stroke of Midnight" tenia una línia de diàleg afegida. El resignat marit deia: "Estic nerviós perquè és més a prop de mitjanit" o alguna cosa així; simplement una línia gratuïta. No era el meu títol i no tenia aquesta línia. Originalment, Stan volia que aquesta història es digués "Let Them Eat Cake" (Que mengin pastís), cosa que no vaig aprovar. Vam tenir desacords sobre la meva manera d’explicar històries. ... Si ets un editor i vols que el meu treball tingueu-lo a la meva manera o no el tingueu en absolut. ... De totes maneres, tinc un acord ara, un acord de treball amb ells, i tot està bé. | » |

Resumint aquesta primera etapa en còmics, Steranko va dir el 1979:
| « | (anglès) I was getting the top pay at Marvel, along with Kirby and John Buscema, and I felt privileged to be considered in their class. Both of them were better comic artists. But working at Marvel was also a serious cut in pay compared to my advertising work. My life was hectic then. I worked as the art director for an ad agency in the afternoon, played in a rock band at night, and worked on my comic book pages early in the morning. It's a peculiar thing, but the more I learned about storytelling, the slower I became. Eventually I had to stop playing in the band; later I left the agency. There were plenty of hassles with Stan Lee, of course. I felt that if I was good enough to work for them, then they should accept my work without a lot of maddening editorial changes. But now, I think I may have been wrong. After all, Marvel was paying the tab. Stan is a great editor. He stresses storytelling and really knows the comics business, probably better than anyone else. | (català) Estava cobrant el màxim sou de Marvel, juntament amb Kirby i John Buscema, i em sentia privilegiat de ser considerat a la seva classe. Tots dos eren millors artistes de còmics. Però treballar a Marvel també suposava una greu reducció de sou en comparació amb la meva feina publicitària. La meva vida era agitada aleshores. Treballava com a director d’art d’una agència d’anuncis a la tarda, tocava a una banda de rock a la nit i treballava a les pàgines dels meus còmics a primera hora del matí. És una cosa peculiar, però com més aprenia sobre narracions, més lent em convertia. Finalment, vaig haver de deixar de tocar a la banda; més tard vaig deixar l'agència. Per descomptat, hi havia moltes molèsties amb Stan Lee. Vaig sentir que si era prou bo per treballar per a ells, llavors haurien d'acceptar la meva feina sense molts canvis editorials embogidors. Però ara crec que potser em vaig equivocar. Al cap i a la fi, Marvel estava pagant la tarifa. Stan és un gran editor. Destaca la narració i coneix el negoci del còmic, probablement millor que ningú. | » |

Steranko va tornar breument a Marvel, aportant una història de romanç ("My Heart Broke in Hollywood", Our Love Story nº 5, febrer de 1970) i es va convertir en l'artista de portada de 15 còmics començant amb Doc Savage nº 2-3, Shanna The She-Devil nº 1-2 i Supernatural Thrillers nº 1-2 (cadascun amb data de portada successiva de desembre de 1972 i febrer de 1973), i finalitza amb la reedició de còmic de Nick Fury and his Agents of S.H.I.E.L.D. nº 2 (abril de 1973).

### Editor i artista de reedicions

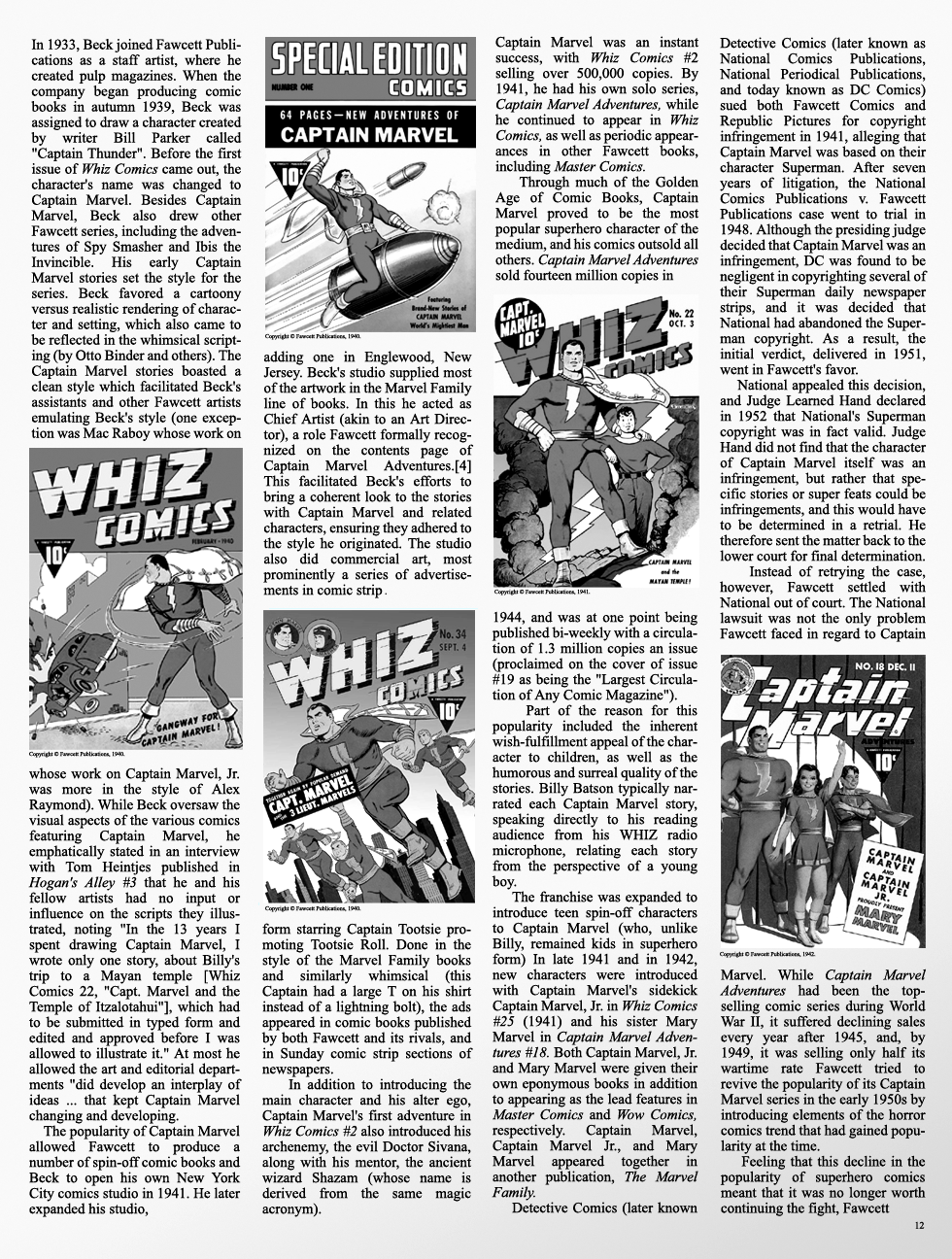
El 1970 i el 1972, Supergraphics va publicar dos volums de The Steranko History of Comics, inicialment concebuda perquè fossin 6 volums.

El 1973, Steranko es va convertir en editor fundador de la revista oficial de fans de Marvel, FOOM, que va substituir els dos clubs de fans oficials anteriors, la Merry Marvel Marching Society i Marvelmania. Steranko va ser editor i també va produir les portades dels quatre primers números de la revista abans de ser substituït editorialment per Tony Isabella. Anteriorment havia estat associat amb Marvelmania, produint dos dels 12 pòsters del club.
Després, Steranko es va ramificar en altres àrees de la publicació, inclosa la il·lustració de portades de llibres. Mancat de tota experiència com a pintor, la seva decisió de deixar efectivament els còmics el 1969 el va portar a "un amic artista que es guanyava la vida com a pintor", del qual Steranko va obtenir una "conferència d'una hora" i el suggeriment que treballés en acrílics en lloc d’olis, per velocitat. A partir d'aquests inicis, va compilar una cartera de mitja dotzena de quadres ("dos westerns, dos noies de calendari, dos de terror gòtic i una d'espasa i bruixeria") i es va reunir amb el director d'art de Lancer Books, Howard Winters, a qui va vendre immediatament la seva peça fantàstica. Això va conduir a una carrera il·lustrant dotzenes de portades per reedicions, incloent les de Pyramid Books de les novel·les de The Shadow de la dècada de 1930. Quan DC Comics va obtenir els drets de publicació de còmics sobre The Shadow, van contactar amb Steranko per treballar en la nova sèrie, però finalment van escollir Dennis O'Neil i Michael Kaluta per produir el títol.
Steranko també va formar la seva pròpia empresa editorial, Supergraphics, el 1969, i l'any següent va treballar amb l'escriptor-empresari Byron Preiss en un llibre de còmics antidroga, The Block, distribuït a les escoles de primària de tot el país. El 1970 i el 1972, Supergraphics va publicar dos volums de mida tabloide titulats The Steranko History of Comics, una història planificada de sis volums de la indústria del còmic nord-americana, encara que no han aparegut volums posteriors. Escrit per Steranko, amb centenars de reproduccions de portades en blanc i negre, així com una reedició completa d’una història de The Spirit de Will Eisner, incloïa algunes de les primeres i en alguns casos només entrevistes amb nombrosos creadors dels anys trenta i quaranta de l'Edat Daurada dels còmics estatunidencs.
Entre els projectes de Supergraphics s'incloïa la proposta de Talon the Timeless, les il·lustracions de les quals van aparèixer en un portafoli publicat a la revista Witzend nº 5, i un calendari de noies, "The Supergirls", format per 12 il·lustracions de superheroïnes sexy en vestits que recorden superherois com Capità Amèrica i Llanterna Verda. A través de Supergraphics també va publicar la revista Comixscene, que es va estrenar amb data de portada de desembre de 1972 com un periòdic de tabloide plegat en un paper dur i no brillant, informant sobre el camp dels còmics. Va evolucionar per etapes fins a Mediascè (començant pel número 7, desembre de 1973) i, finalment, a Prevue (començant pel número 41, l’agost de 1980), una revista d’interès general, de format estàndard, de cultura popular, que es va publicar fins al 1994.
Steranko va escriure, dibuixar i produir la novel·la il·lustrada Chandler: Red Tide el 1976, per a Byron Preiss Visual Publications / Pyramid Books. A part de portades ocasionals i il·lustracions pinup, poques vegades ha treballat en còmics des de llavors, tot i que va il·lustrar una adaptació en sèrie dels còmics del thriller de ciència-ficció Peter Hyams de 1981 Outland per a la revista Heavy Metal. La seva única obra important per a DC Comics va aparèixer a Superman nº 400 (octubre de 1984), la història de 10 pàgines "The Exile at the Edge of Eternity", que va escriure, dibuixar, acolorir i rotular. Un intent de negociar el retorn de Steranko a SHIELD el 1997 no va donar els seus fruits. El 2008, va treballar amb Radical Comics, realitzant portades, personatges i dissenys de logotips per al seu títol Hercules: The Thracian Wars i Ryder on the Storm. El 2012, va fer posters per a RZG Comics i una portada variant per a Before Watchmen: Rorschach nº1 de DC. Steranko va dibuixar la variant de la portada de la versió dels anys 70 per a Action Comics nº 1000 (juny de 2018).

### Treballs de cinema i televisió
Per a la indústria del cinema, Steranko ha realitzat esbossos per a pòsters de pel·lícules, i va ser un artista conceptual a A la recerca de l'arca perduda (1981) de Steven Spielberg, fent dissenys de producció per a la pel·lícula i dissenyant el personatge d'Indiana Jones. També va exercir una funció similar a "conceptualista del projecte" a Dràcula de Bram Stoker (1992) de Francis Ford Coppola i va escriure l'episodi "The Ties That Bind" de la sèrie de televisió d'animació de DC Comics Justice League Unlimited.
El 2003, Steranko va ser entrevistat per History Channel per al documental titulat Comic Book Superheroes Unmasked.
Ha "acumulat una enorme cartera de més de seixanta projectes (que va anomenar" Teatre de conceptes ") dissenyats per ser vistos en forma multimèdia".

### Filantropia
En una empresa conjunta amb Marvel Comics i Diamond Comic Distributors, Vanguard Productions el 2002 va patrocinar la publicació de beneficis "The Spirit of America" de Steranko, creada per finançar una beca d'art "per a les víctimes del terrorisme antiamericà".

## Premis i reconeixements
Steranko ha guanyat premis en camps tan variats com la màgia, el còmic i el disseny gràfic. Una llista parcial inclou:
- A més de ser introduït al Saló de la Fama del Còmic Will Eisner el 2006, la sèrie de Steranko Nick Fury, Agent de SHIELD va ser inclosa al Saló de la Fama del Premi Alley.
- Steranko va guanyar tres premis Alley del 1968, al millor artista de llapis, a la millor història ("Today Earth Died", Strange Tales nº 168) i a la millor portada (Nick Fury, Agent of S.H.I.E.L.D. nº 6).[65]
- L'any següent, va guanyar els premis Alley de 1969 a la millor història ("At the Stroke of Midnight", Tower of Shadows nº 1) i a la millor portada (Captain America nº 113).
- Premi Shazam de 1970: èxit destacat per part d'una persona: Jim Steranko (per The Steranko History of Comics)
- Premi Inkpot 1975[66]
- Premi Julie de Dragon Con de 2003[20]
- Premi Harvey 2015 al millor projecte de reimpressió nacional per Nick Fury, agent of S.H.I.E.L.D. Artist's Edition
- Steranko 2016 va fer una aparició especial per homenatjar la cerimònia de lliurament dels premis Inkwell 2016 a HeroesCon.[67][68][69]

## Exposicions
L’obra de Steranko s'ha exposat internacionalment en més de 160 mostres. Entre d'altres, la seva obra s'ha mostrat a les ubicacions següents:
- El Museu del Louvre, París, França (1967)
- The Winnipeg Art Gallery, Winnipeg, Manitoba, Canadà (1978)
- L'Opera de Sydney, Nova Gal·les del Sud, Austràlia (gener de 1986)